# Liste der Bürgermeister von Pekela
Dies ist die Liste der Bürgermeister von Pekela in der niederländischen Provinz Groningen seit der Gemeindegründung am 1. Januar 1990.
| Bürgermeister | Bürgermeister      | Partei | Partei | Amtszeit  | Anmerkungen                        |
| ------------- | ------------------ | ------ | ------ | --------- | ---------------------------------- |
|               | Chris Arlman       |        | PvdA   | 1990–1999 |                                    |
|               | Meindert Schollema |        | PvdA   | 1999–2015 | [ 1 ]                              |
|               | Jaap Kuin          |        | PvdA   | 2015–     | bis zum 1. Juni 2021 kommissarisch |